# Östratjärn, Västerbotten
Östratjärn är en sjö i Norsjö kommun i Västerbotten och ingår i Skellefteälvens huvudavrinningsområde.